# Żabinka (Polska)
Żabinka (do 2010 Żabinki, niem. Zabinken) – wieś mazurska w Polsce, położona w województwie warmińsko-mazurskim, w powiecie giżyckim, w gminie Kruklanki.
W latach 1975–1998 miejscowość administracyjnie należała do województwa suwalskiego.
Do 31 grudnia 2009 wieś nazywała się Żabinki.
W Żabince, w ośrodku po przeciwnej stronie jeziora Żabianka, od 2002 co roku w sierpniu organizowany jest międzynarodowy obóz studencki „Żabinka”. Uczestniczy w nim co roku ok. 100 studentów z ponad 20 państw Europy i świata.

## Położenie
Wieś Żabinka położona jest nieopodal jeziora Gołdapiwo, jednego z większych jezior na Mazurach, które jest połączone rzeką Sapiną ze Szlakiem Wielkich Jezior Mazurskich. Bezpośrednio w sąsiedztwie wsi znajduje się mniejsze jeziorko (niegdyś zatoka Gołdopiwa) o nazwie Żabinki.

## Integralne części wsi
| SIMC    | Nazwa          | Rodzaj |
| ------- | -------------- | ------ |
| 0761532 | Budziska Leśne | osada  |

## Historia
Wieś została założona w 1713 jako osada szkatułowa. Była wydzierżawiana przez skarb szlachecki m.in. polskim rodzinom szlacheckim – Wysockim i Żabińskim. W 1741 powstała szkoła, ponieważ rodzice uczniów chodzących leśną ścieżką z Żabinki do szkoły w Jakunówku zgłaszali, że te są napastowane przez niedźwiedzie.
Podczas akcji germanizacyjnej nazw miejscowych i fizjograficznych historyczna nazwa niemiecka Zabinken została w 1938 r. zastąpiona przez administrację nazistowską sztuczną formą Hochsee.
W 1939 r. wieś liczyła 193 mieszkańców.